# Opicinumab
L'opicinumab è un anticorpo monoclonale umano progettato per il trattamento della sclerosi multipla, della neurite ottica acuta e di altre forme sintomatiche di malattia demielinizzante. È un farmaco conosciuto anche come "Anti-Lingo-1" poiché fa da antagonista alla proteina LINGO1.
Sull'opicinumab stati effettuati alcuni studi clinici arrivati alla fase II, ma i risultati preliminari hanno indicato che gli obiettivi di questi studi non sono stati raggiunti e che l'anticorpo, contrariamente alle aspettative, ha sortito effetti fortemente dipendenti per entità alla dose somministrata. La stessa Biogen ha successivamente deciso di condurre ulteriori studi sull'opicinumab, ritenendolo potenzialmente efficace nel trattamento della sclerosi multipla.

## Meccanismo di azione
L'opicinumab è stato progettato con l'obiettivo di arrestare la progressione della demielinizzazione che sta alla base di molte malattie degenerative, tra cui la sclerosi multipla. A livello biochimico, l'anticorpo è ritenuto essere in grado di permettere alle cellule giovani, la cui maturazione è di base impedita dalla proteina LINGO-1 (responsabile, di conseguenza, dei processi di demielinizzazione), di evolvere in oligodendrociti funzionanti una volta acquisita la maturità cellulare. Gli oligodendrociti rivestono gli assoni e formano la guaina mielinica che permette la corretta conduzione del potenziale d'azione dello stimolo nervoso lungo gli assoni stessi. La proteina LINGO-1 è presente probabilmente solo nel sistema nervoso centrale ed è quantomeno una concausa, secondo meccanismi autoimmunitari, della sclerosi multipla. Si suppone che consentendo agli oligodendrociti di maturare, si possa evitare l'aggravamento della disabilità già presente nei pazienti affetti da sclerosi multipla, o addirittura permettere la regressione della demielinizzaziona avvenuta, consentendo così un parziale recupero delle funzionalità nervose andate perdute.

## Studi clinici
Si stanno attualmente effettuando studi clinici in fase I e in fase II che prevedono la somministrazione dell'opicinumab. Gli studi la cui fase I è stata completata hanno dimostrato sicurezza e tollerabilità del farmaco sia in individui sani, sia in soggetti affetti da sclerosi multipla; hanno dimostrato, inoltre, una certa efficacia nel raggiungere gli obiettivi terapeutici prefissati nei malati di sclerosi multipla; questi stessi studi hanno permesso di studiare con più precisione la farmacocinetica dell'anticorpo.
La Biogen ha inoltre condotto uno studio volto a misurare in soggetti sani la sicurezza dell'assunzione dell'opicinumab, prodotto secondo due diversi metodi laboratoristici; questa analisi si è conclusa nel novembre 2016.

### Neurite ottica acuta
Uno studio clinico completato in fase II, denominato RENEW, ha analizzato la possibile efficacia clinica dell'opicinumab nel trattamento della neurite ottica acuta, più precisamente nella sua capacità di riparare il danno strutturale riportato dal nervo ottico. Lo studio ha soddisfatto i criteri di raccolta dati richiesti e ha mostrato, al termine della fase I, un recupero medio del 34% della latenza del nervo ottico (una misura del tempo di conduzione del segnale nervoso dalla retina alla corteccia cerebrale). Al termine della seconda parte dello studio RENEW, tuttavia, non si è riscontrato un recupero significativo dell'acuità visiva, né mediamente un cambiamento significativo dello spessore retinico.

### Sclerosi multipla
Il secondo studio completato in fase II riguardante l'anticorpo, denominato SYNERGY e condotto, come il primo, su iniziativa della Biogen, si è concluso nel marzo 2016 senza riuscire a fornire un pool di dati soddisfacente per ampiezza e precisione in merito a diversi parametri indicativi della progressione della sclerosi multipla e del grado di disabilità connessa alla malattia: deambulazione, funzionalità delle estremità, facoltà cognitive e altre funzioni che spesso risultano compromesse nei pazienti affetti da sclerosi multipla. I parziali risultati di questo studio hanno comunque mostrato un forte aumento degli effetti dell'anticorpo all'aumentare della quantità somministrata; ciò era ampiamente inaspettato dalla Biogen e verrà prossimamente indagato a fondo mediante altri studi clinici.

## Proprietà intellettuale
La Biogen ha presentato il suo primo brevetto alla WIPO (World Intellectual Property Organization) nel 2008, allo scopo di ottenere la proprietà intellettuale del farmaco; nel brevetto veniva dichiarata la possibilità di intervenire farmacologicamente sulla proteina LINGO-1 nei pazienti affetti da sclerosi multipla. Nel gennaio 2017 la Biogen ha depositato alla WIPO un secondo brevetto che descriveva più precisamente BIIB003, nome di laboratorio dell'opicinumab. Grazie all'accordo con la WIPO, organizzazione che supervisiona il rispetto del trattato di cooperazione in materia di brevetti (PCT), la Biogen ha ottenuto un ulteriore anno di esclusiva proprietà intellettuale dopo aver formalizzato la possibilità, entro l'anno supplementare di proprietà intellettuale concesso, di applicare il brevetto in ogni Stato (a esclusiva scelta della Biogen) che avesse sottoscritto il PCT.